# Битка код Дренова
Битка код Дренова десила се на Спасовдан (9. јун) 1907. године у селу Дреново, код Велеса, Македонија (тада Османско царство).
Митар Шешљија, управитељ српских школа велешке области је на Васкрс 31. марта 1907. писмено обавестио надлежне војводе Јована Бабунског и Василија Трбића о одлуци донетој на састанку Скопског одбора коме је присуствовао и генерални конзул Живојин Балугџић. У одлуци је захтевао да српске прековардарске чете што пре избију на Вардар, успоставе везу са Рудником, а тиме и источним Повардарјем.
Најповољнији пут за извршење овога задатка водио је према бугарском селу Дреново, које је било окружено арнаутским (албанским) селима Дејковац, Горње и Доње Јаболчиште и турским селом Горње Врановце. У тако заклоњено Дреново склониле су се бугарске војводе Дачо из Бистрице и Стеван Димитров - Вардарац из Градског, обојица са по осам комита. Њихова намера је била да у Дренову дочекају сеоску славу Спасовдан и избегну освету српских чета за претходно извршене злочине. Нарочито се по злу прославио Стеван Димитров - Вардарац, који је попут друмског разбојника пљачкао и премлаћивао Србе из Азота. Поред тога његова чета је убила двојицу Срба, једног на путу за Богомилу, а другог у капиновској воденици. Такође су покушали да на путу за Теово убију српског свештеника Игњата Поповића.
За напад на Дреново, поред своје Трбићеве чете, Бабунски је ангажовао и сеоске четнике из Богомиле и Теова, што је укупно чинило 40 људи. Ради несметаног проласка кроз арнаутска села, четници су се преобукли у арнаутску одећу, коју су добили из Кичева. Такође, одлучили су се да Дреново нападну дању, пошто бугараши тада нису постављали страже. У поподневним часовима 9. јуна ушли су у село. Дреновчани, мислећи да пред собом имају Арнауте нису вадили оружје. Кад су српске чете сазнале у којој кући се крију комите кућу су опколили и напали из околних кућа. Уследила је обострана пуцњава. Неки четници су успели да се попну на кров и кућу запале. Бугари су се под заштитом дима пребацили у другу кућу и борба је настављена. Пошто је и друга кућа запаљена и пламтеће таванске греде почеле да падају на њих комите су се одлучиле да се, после четворосатне борбе, пробију јуришем. У овом покушају су сви побијени, осим двојице који су се предали и који су касније убијени као саучесници у убиствима у капиновској воденици и на богомилском путу.
Срби су у овој борби имали само једног рањеног - Трбићев четник Донче из Ораов-Дола. Из ове борбе проистекла је четничка химна "Спремте се, Спремте", која се са нешто измењеним текстом певала и у Другом светском рату.
- Генерални конзул Србије у Скопју Живојин Балугџић
- Српски четник Јован Бабунски
- Српски четник Василије Трбић

## Резултат
Борба на Дренову, којом је разбијена бугарска организација у западном Повардарју, био је последњи већи сукоб са бугарским четама до балканских ратова. Касније бугарске покушаје да преко Вардара убаце нове чете разбијала је турска војска. То је био случај са великом бугарском четом на никодимској планини (25. јуна) и уништавање велике здружене чете бугарских војвода Мирчева, Чакова, Алабака и Велкова 17. јуна. код Велеса.